# آزانیدازول
آزانیدازول (به انگلیسی: Azanidazole) یک داروی نیترو ایمیدازول، آنتی بیوتیک است.
اشکال دارویی: کپسول
درمان تریکوموناس واژینالیس.

## مکانیسم اثر
آزانیدازول یک آنتی بیوتیک از گروه نیترو ایمیدازول‌ها، که فعالیت ضد باکتری آن بر روی تریکوموناس است.
آزانیدازول بر روی باکتری‌های گرم مثبت و گرم منفی که اغلب با تریکوموناس واژینالیس همراه است مؤثر است. به نظر می‌رسد آزانیدازول با مهار سنتز پروتئین سلولی عمل می‌کند.
به سرعت از راه خوراکی جذب می‌شود. نیمه عمر پلاسما ۴۵دقیقه است.

## عوارض جانبی
زردی و تغییر رنگ ادرار، حالت تهوع

## موارد منع مصرف
حساسیت شخص به دارو یا مشتقات نیتروایمیدازول‌ها
بیماران مبتلا به اختلالات خونی
بیماران مبتلا به اختلالات CNS اعصاب

## مقدار مصرف
هر ۱۲ ساعت یک کپسول ۲۰۰ میلی گرم

## اشکال دارویی
کپسول ۲۰۰ میلی گرم